# Slaven Tolj
Slaven Tolj (* 1964 in Dubrovnik) ist ein kroatischer Performance-, Installations- und Body-Art-Künstler.

## Leben und Werk
Slaven Tolj studierte an der Akademie der Künste Sarajevo in der Klasse von Petar Waldeg und ist bekannt mit Jusuf Hadžifejzović, Božidar Jurjević und Ilija Šoškić. Tolj ist einer der Gründer und seit 1988 Leiter des Kulturzentrums Art Workshop Lazareti in Dubrovnik. Seit 2013 ist Tolj Leiter des Museum of Modern and Contemporary Art in Rijeka.
Die frühen Performances von Slaven Tolj entstanden zusammen mit seiner Frau Marija Grazio.
Themen seiner frühen Arbeiten sind seine Erlebnisse als Soldat (1991–1992) im Jugoslawienkrieg sowie der Zerfall des Staates und insbesondere die Eroberung von Dubrovnik durch die Jugoslawische Volksarmee in den Jahren 1991 bis 1992. Die Stadt Dubrovnik und ihre Geschichte spielen für Tolj eine zentrale Rolle. Seit den späten 1990ern interessiert sich Slaven Tolj auch für die multikulturelle Existenz und die Globalisierung.
Eine bekannte Performance ist Nature & Society von 2002. Dabei schlug Tolj seinen Kopf, auf den er ein Geweih gebunden hat, so oft gegen eine leere Museumswand, bis das Geweih bricht. Für Tolj hatte diese Aktion eine kathartische Wirkung. Angestrahlt durch einen Projektor entsteht für den Betrachter der Eindruck, er würde mit seinem eigenen Schatten kämpfen. Tolj zog sich bei der Performance eine Verletzung am Hals zu. Das Geweih stammte von seinem verstorbenen Großvater, der es aus einem Paket genommen hat, welches als Geschenk für Mussolini bestimmt war.
1997 war Tolj Teilnehmer der documenta X in Kassel und 2005 der 51. Biennale di Venezia in Venedig, Italien.